# Radio Gotham
Radio Gotham è il primo album in studio della cantautrice italiana Rose Villain, pubblicato il 20 gennaio 2023 con doppia etichetta Columbia e Arista.

## Descrizione
L'album è stato registrato tra New York e Milano tra il 2021 e il 2022, con la direzione artistica curata dal marito e produttore esecutivo Sixpm. È stato concepito come un'ode a New York, città in cui la cantante vive da oltre dieci anni, come descritto dalla stessa cantante:
(Rose Villain)
Il progetto vede la partecipazione di altri produttori, tra cui Zef, Young Miles, Drillionaire,  Stevie Aiello, e la collaborazione vocale e nella scrittura dei brani di Salmo, Tedua, Geolier, Carl Brave, Tony Effe e Guè. La cantante ha inoltre raccontato la collaborazione con la cantautrice Elisa, presente nel brano Monet, che Rose ha dedicato alla compianta madre Fernanda Melloni:
(Rose Villain)

## Promozione
Radio Gotham è stato anticipato dalla pubblicazione di tre singoli. Il primo estratto Elvis in collaborazione con Guè, brano che include un campionamento di Heartbreak Hotel di Elvis Presley, è stato messo in commercio il 2 luglio 2021. Il secondo singolo Michelle Pfeiffer insieme al rapper  Tony Effe è stato pubblicato il 13 maggio 2022, mentre il 7 ottobre successivo è stato reso disponibile il terzo estratto Rari.

## Accoglienza
| Recensione | Giudizio |
| ---------- | -------- |
| Newsic.it  | 6,75/10  |
| Ondarock   | 6/10     |
| Rockit     | Positivo |

Gabriele Fazio dell'Agenzia Giornalistica Italia ha definito il progetto musicalmente «cupo» e «praticamente perfetto; [...] a metà strada tra rap e pop». Il giornalista ne apprezza «l'alta concentrazione sull'introspezione» descrivendo le tracce come «storie» in cui si manifesta la necessità della cantante di raccontarsi. Carlotta Fiandaca di Rockit scrive che il progetto è «intimo e forte» in cui la cantante si dimostra «una donna libera, [...] che ci fa entrare nel suo cuore e nei suoi pensieri», definendo il brano Monet «un vero gioiello» trovando che Villain ed Elisa «intrecciano parole che diventano suoni che sono sentimenti, i più profondi».
Francesca Faccani di Vogue Italia afferma che la cantante adotta il genere rap declinandolo «secondo il suo gusto, romantico, ma tetro, femminista, ma non femminile nel senso stretto del termine» grazie a cui  si dimostra «protagonista del suo film, e non più il nome di una donna da accostare in un featuring».

## Tracce
1. Dalle ombre – 2:36 (Rosa Luini, Andrea Ferrara)
2. Gotham – 2:33 (Rosa Luini, Andrea Ferrara)
3. Lamette (feat. Salmo) – 2:29 (Rosa Luini, Andrea Ferrara, Maurizio Pisciottu, Stefano Tognini, Lorenzo Paolo Spinosa, Nicolò Pucciarmati)
4. Non sono felice per te – 2:39 (Rosa Luini, Andrea Ferrara, Stefano Tognini, Nicolò Pucciarmati)
5. Due facce (feat. Tedua) – 2:34 (Rosa Luini, Andrea Ferrara, Mario Molinari, Stephen Aiello)
6. Moonlight – 2:30 (Rosa Luini, Diego Vincenzo Vettraino)
7. Rari – 2:48 (Rosa Luini, Andrea Ferrara, Hendric Buenck)
8. Fantasmi (feat. Geolier) – 2:13 (Rosa Luini, Andrea Ferrara, Emanuele Palumbo)
9. Rehab (feat. Carl Brave) – 3:12 (Rosa Luini, Andrea Ferrara, Carlo Luigi Coraggio)
10. Yakuza – 2:43 (Rosa Luini, Andrea Ferrara)
11. Monet (feat. Elisa) – 3:17 (Rosa Luini, Andrea Ferrara, Elisa Toffoli)
12. Michelle Pfeiffer (feat. Tony Effe) – 3:00 (Rosa Luini, Andrea Ferrara, Nicolò Rapisarda)
13. Cartoni animati – 2:44 (Rosa Luini, Andrea Ferrara)
14. Elvis (con Guè e Sixpm) – 2:52 (Rosa Luini, Andrea Ferrara, Cosimo Fini, Elvis)

## Classifiche

### Classifiche settimanali
| Classifica (2023) | Posizione massima |
| ----------------- | ----------------- |
| Italia            | 5                 |

### Classifiche di fine anno
| Classifica (2023) | Posizione |
| ----------------- | --------- |
| Italia            | 35        |
| Classifica (2024) | Posizione |
| Italia            | 93        |